# Marie-Félicie des Ursins
Maria Felicia Orsini (nom francisé en des Ursins), née le 11 novembre 1600 au Palais Pitti à Florence et morte le 5 juin 1666 à Moulins, est duchesse de Montmorency par son mariage avec Henri II de Montmorency, gouverneur du Languedoc.

## Biographie
Maria Felice Orsini est la fille du prince italien Virginio Orsini et de Flavia Damasceni Peretti, petite-nièce de Sixte V. Elle est la sœur cadette de Paolo Giordano II Orsini, duc de Bracciano, du cardinal Alessandro Orsini et d'Isabella Orsini, duchesse de Guastalla, ainsi que la sœur aînée de Camilla Orsini, princesse de Sulmona.
En 1612, elle épouse, grâce à l'influence de Marie de Médicis, Henri II de Montmorency, fils du connétable Henri Ier de Montmorency et de Louise de Budos.
Esprit sage et pieux, très porté à la bienveillance et aux bonnes œuvres, Marie-Félice Orsini vécut au château de Chantilly, principalement dans la « maison de Sylvie », qu'elle fit édifier dans le parc afin d'échapper à l'agitation de la vie mondaine et qui garde son nom. Elle se retire  à Moulins après l'exécution de son mari sur l'échafaud le 30 octobre 1632.
À partir de 1636, elle joue un rôle influent dans la politique locale et soutient financièrement de nombreuses communautés religieuses, au premier rang desquelles les visitandines. En 1644, elle obtient de faire transférer le corps de son époux, Henri II de Montmorency, de Toulouse à Moulins. Elle fait construire pour lui, à partir de 1650, l'église Saint-Joseph dans le couvent de la Visitation de Moulins pour accueillir un Mausolée de marbre à la gloire de son époux. Elle confie sa réalisation à Michel et François Anguier. Sculpté à Paris, il navigue par voie d'eau jusqu'en Bourbonnais. Le Mausolée est terminée en 1654.
Elle se retire alors à la Visitation de Moulins où elle devient sœur Marie-Henriette. Elle meurt en odeur de sainteté en juin 1666.
Sa vie édifiante et son caractère à la fois doux et fort lui valurent l'admiration de ses contemporains ainsi que la louange de nombreux poètes. C'est Théophile de Viau, poète romantique, qui lui donna le surnom de « Sylvie » en référence à son amour des bois et des animaux. Elle lui accorda son amitié et sa protection. La Sylvanire ou la Morte-vive, tragi-comédie de Jean Mairet, lui est dédié.
Son souvenir est conservé au musée de la Visitation, place de l'Ancien-Palais à Moulins.